# Tarenna ignambiensis
Tarenna ignambiensis är en måreväxtart som först beskrevs av André Guillaumin, och fick sitt nu gällande namn av J. Jérémie. Tarenna ignambiensis ingår i släktet Tarenna och familjen måreväxter. Inga underarter finns listade i Catalogue of Life.